# Twin Peaks (San Francisco)

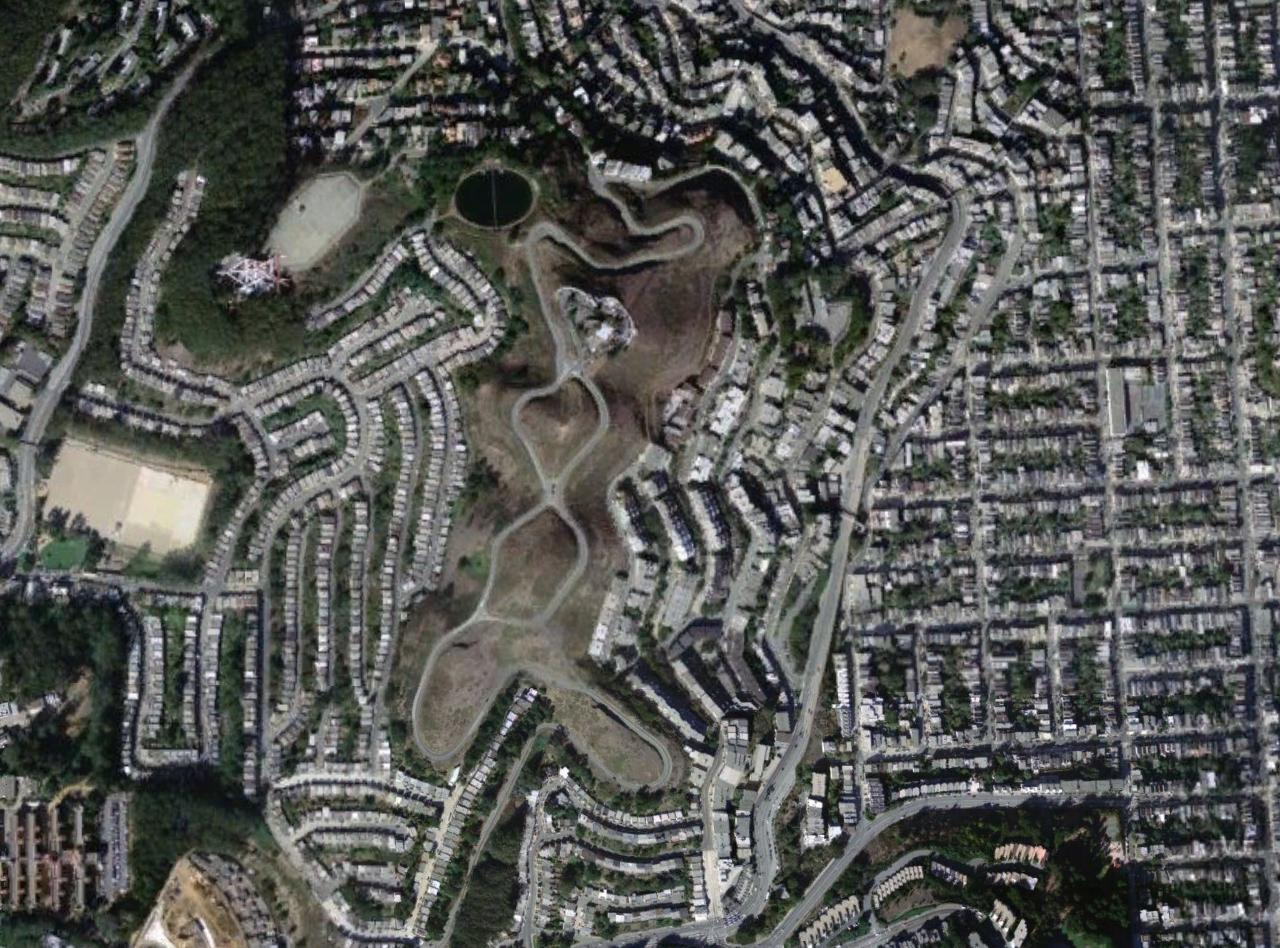
Luchtfoto vlak boven Twin Peaks

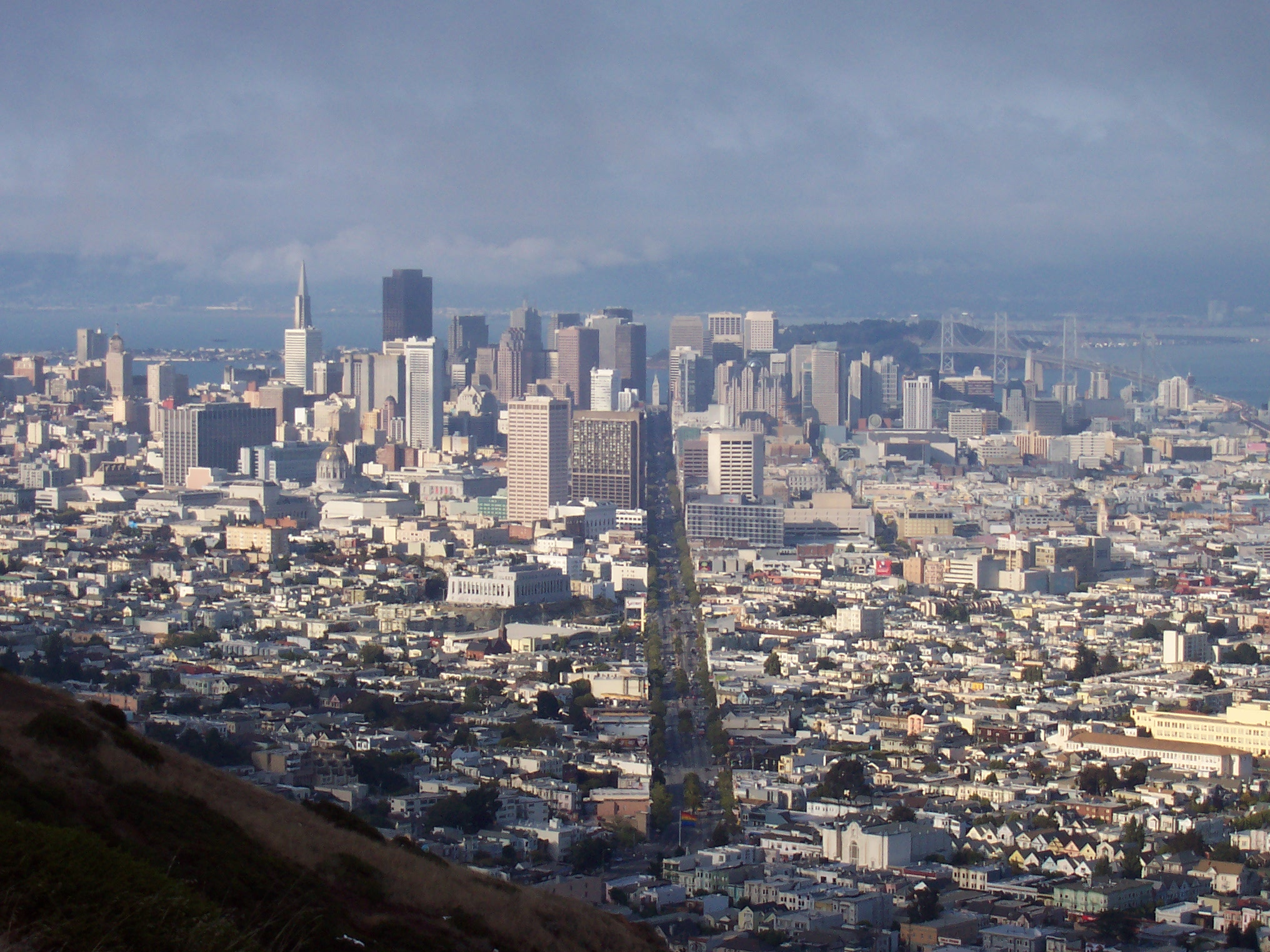
Skyline van San Francisco vanaf Twin Peaks, met Market Street als verbindingsas

De Twin Peaks zijn twee heuvels met een hoogte van 281 m in het geografisch centrum van San Francisco in de Amerikaanse staat Californië. Ze zijn enkele meters minder hoog dan het hoogste punt van de stad, Mount Davidson. De twee heuvels, Eureka of North Peak en Noe of South Peak liggen zo'n 200 meter van elkaar. De naam wordt ook gebruikt voor het stadsdeel gelegen onmiddellijk rondom de twee heuvels.
De heuvels schermen de oostzijde af van de sterke wind en de mist van de westelijke kustzijde die van over de Stille Oceaan aan land komt. Aan deze oostelijke zijde is het dan ook warmer en zonniger.
De toppen zelf zijn niet bebouwd of verkaveld. Ze vormen de 13 ha grote Twin Peaks Natural Area. Rond de heuveltoppen ligt de achtvormige Twin Peaks Boulevard. Zo'n 30 meter onder de top van Eureka Peak ligt een gekend uitzichtpunt, Christmas Tree Point, aan de noordoostzijde van de heuvel en met een onbelemmerd uitzicht op de stad en San Francisco Bay.
Onder de heuvels ligt de 3,65 km lange Twin Peaks Tunnel van de Muni Metro. Bij zijn opening in 1918 was het een van de langste spoorwegtunnels ter wereld.
De Spaanse Conquistadores gaven de locatie de naam Los Pechos de la Chola, of de borsten van de Indiaanse. Het gebied werd toen nog gebruikt door veehouders voor grazend vee. Nadat het gebied onder controle kwam van de nieuwe Amerikanen kreeg het zijn huidige naam.